# Kato

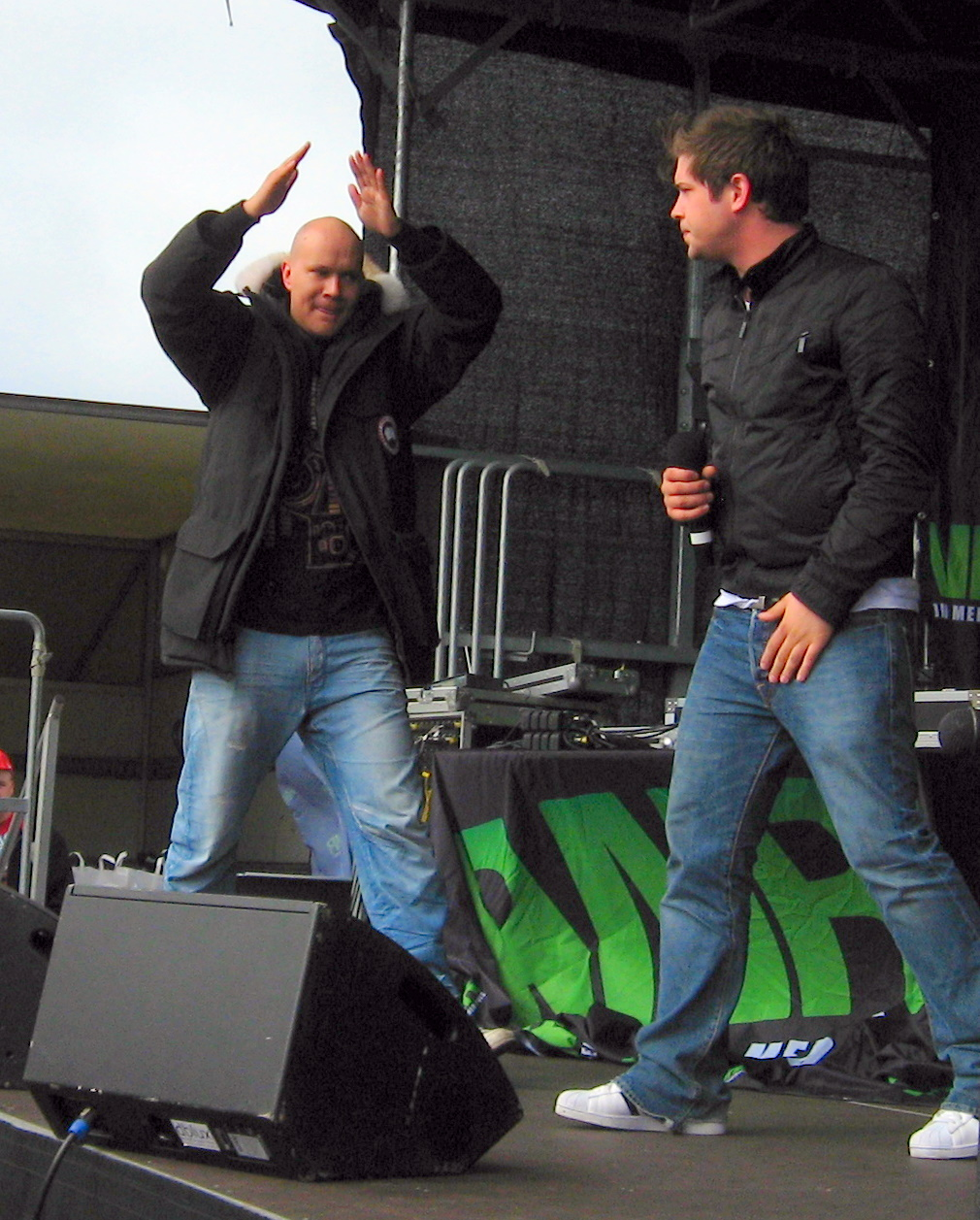
Kato и Джон Нургаард, апрель 2010 год.

Томас Като Витруп (дат. Thomas Kato Vittrup; род. 13 сентября 1981, Тистед Дания) — датский диджей и продюсер.

## Биография
Kato увлёкся карьерой диджея в 2005 году, проводя дискотеки в ночных клубах, создавать ремиксы песен других исполнителей. Уже с 2008 года он стал выпускать собственные треки. Его сингл «Turn the Lights Off» выпущенный 1 января 2010 году, получил платиновый статус, а количество проданных копий сингла составило 30 тысяч. Это кавер-версия песни Dj Jose, записана с вокальным участием Джона Нургаарда.
1 марта 2010 года он выпускает свой дебютный альбом «Disolized» на лейбле Disco Wax. Альбом достиг 6-й позиции в Danish Albums Chart.
Второй сингл с альбома «Hey Shorty (Yeah Yeah Pt. II)», выпущенный 26 апреля того же года, был записан при участии рэперов O$U и Нургаарда. Композиция достигла 2-го места в Tracklisten. Было продано 30 тысяч копий сингла. Третий сингл «Desert Walk», записанный совместно с группой Outlandish, достиг 4-го места в чарте синглов; продажи превысили 15000 тысяч копий.
15 июля 2010 года Kato подписал контракт с лейблом звукозаписи Universal Music Group.
27 декабря Kato выпустил сингл «Sjus» с участием Иды Корр, Камиль Джонс и Джонсоном. Второй альбом «Disolized 2.0», его презентация должна была состояться в 2011 году.
В 2007 и 2009 годах Kato был награждён премией «Лучший датский ди-джей» на DeeJay.
В 2017 году он выпустил сингл «Show You Love» совместно с Хейли Стейнфилд и Sigala.

## Дискография

### Альбомы
| Альбом              | Год  | Позиции |
| Альбом              | Год  | DAN     |
| ------------------- | ---- | ------- |
| Discolized          | 2010 | 6       |
| Discolized 2.0      | 2011 | 1       |
| Behind Closed Doors | 2013 | 4       |
| Now                 | 2015 | 5       |

### Синглы

#### Совместно с другими исполнителями
| Название                                                           | Год  | Позиции | Позиции | Позиции | Позиции | Позиции | Сертификации    | Альбом              |
| Название                                                           | Год  | DEN     | NOR     | SWE     | RUS     | UK      | Сертификации    | Альбом              |
| ------------------------------------------------------------------ | ---- | ------- | ------- | ------- | ------- | ------- | --------------- | ------------------- |
| «Hang on Sloopy»                                                   | 2001 | —       | —       | —       | —       | —       |                 | non-album single    |
| «My House»                                                         | 2007 | —       | —       | —       | —       | —       |                 | non-album single    |
| «Are You Gonna Go My Way»                                          | 2008 | —       | —       | —       | —       | —       |                 | non-album single    |
| «Copa Cabana (Whine Your Body)» (С участием Darwich & Mission)     | 2008 | —       | —       | —       | —       | —       |                 | non-album single    |
| «Yeah Yeah»                                                        | 2009 | —       | —       | —       | —       | —       |                 | non-album single    |
| «Soundscape» (При участии Michael Rune)                            | 2009 | —       | —       | —       | —       | —       |                 | non-album single    |
| «Turn the Lights Off» (При участии Jon)                            | 2010 | 4       | 1       | 6       | 7       | —       | - DEN: Platinum | Discolized          |
| «Hey Shorty (Yeah Yeah Pt. II)» (Совместно с U$O & Johnson)        | 2010 | 2       | —       | —       | —       | —       | - DEN: Platinum | Discolized          |
| «Desert Walk» (Совместно с Outlandish)                             | 2010 | 4       | —       | —       | —       | —       | - DEN: Gold     | Discolized          |
| «Sjus» (При участии Ida Corr, Camille Jones & Johnson)             | 2010 | 1       | 2       | —       | —       | —       | - DEN: Platinum | Discolized 2.0      |
| «Speakers On» (Совместно с Infernal)                               | 2011 | 2       | 5       | —       | —       | —       |                 | Discolized 2.0      |
| «Fuck hvor er det fedt (at være hip hop’er)» (Совместно с Clemens) | 2011 | 3       | —       | —       | —       | —       |                 | Discolized 2.0      |
| «Never Let U Go» (При участии Snoop Dogg & Brandon Beal)           | 2012 | 2       | —       | —       | —       | —       |                 | Behind Closed Doors |
| «Celebrate Life» (Совместно с Jeremy Carr)                         | 2012 | —       | —       | —       | —       | —       |                 | Discolized 2.0      |
| «Alive» (Kato и Electric Lady Lab)                                 | 2012 | 4       | —       | —       | —       | —       |                 | Behind Closed Doors |
| «Danmark» (Совместно с Kidd)                                       | 2013 | —       | —       | —       | —       | —       |                 | non-album single    |
| «I'm In Love» (Совместно с Shontelle)                              | 2013 | —       | —       | —       | —       | —       |                 | non-album single    |
| «Dimitto (Let Go)» (Kato и Safri Duofeaturing, Bjørnskov)          | 2013 | 1       | 2       | —       | —       | —       |                 | non-album single    |
| «Ejer det» (Kato с Specktors & Djämes Braun)                       | 2013 | 4       | —       | —       | —       | —       |                 | non-album single    |
| «Dumt på dig» (Совместно с TopGunn)                                | 2014 | 4       | —       | —       | —       | —       |                 | non-album single    |
| «Show You Love» (При участии Sigala & Hailee Steinfeld)            | 2017 | —       | —       | —       | —       | 91      |                 | non-album single    |

#### Совместные синглы
| Год  | Название                                | Позиции |
| Год  | Название                                | DEN     |
| ---- | --------------------------------------- | ------- |
| 2012 | «Klapper af den» (U$O совместно с Kato) | 3       |

#### Совместно с Kato
| Год  | Название                            | Позиции |
| Год  | Название                            | DEN     |
| ---- | ----------------------------------- | ------- |
| 2012 | «Live Forever» (Kato & Jeremy Carr) | —       |
| 2014 | «Without You» (Kato)                | 12      |